# Giovan Battista Pirovano
Giovan Battista Pirovano (Vercelli, 5 maggio 1937 – Vercelli, 8 novembre 2014) è stato un calciatore italiano.

## Carriera
Pirovano iniziò la sua carriera nel 1958 in Serie C con la Pro Vercelli, in prima squadra, per essere prestato brevemente all'Omegna. Ritornato alla Pro Vercelli, rimase qui per tre stagioni prima di passare, nel 1961 al Verona, con cui disputò due campionati di Serie B.
Nel 1963 fu acquistato dalla Fiorentina, con cui esordì in Serie A il 15 settembre 1963 a Roma contro la Lazio (1-1). Con i viola, tra il 1963 e il 1970, disputò 151 partite in Serie A nelle quali realizzò 11 gol e vinse uno scudetto, una Coppa Italia e una Coppa Mitropa, perse la finale nel 1965 della Coppa Mitropa.
Nel 1968, in cambio di Stanzial, venne ceduto alla SPAL. Pirovano, all'idea di scendere in Serie B a 31 anni, rifiutò il trasferimento e la Fiorentina propose alla SPAL Vitali. A Ferrara, dove Paolo Mazza fu obbligato a novembre ad ingaggiare Spagni, molti sostennero che se Pirovano avesse accettato il trasferimento, la SPAL non avrebbe avuto un'ulteriore retrocessione al termine del campionato.
Nel 1970 giocò in Serie C con il Legnano per tornare poi alla neopromossa in Serie C Pro Vercelli dove però non venne mai utilizzato e quindi chiuse con il calcio giocato nel 1972.
Con la Nazionale italiana disputò un incontro il 19 marzo 1966 a Parigi contro la Francia (0-0).

## Statistiche

### Cronologia presenze e reti in nazionale
| Cronologia completa delle presenze e delle reti in nazionale ― Italia | Cronologia completa delle presenze e delle reti in nazionale ― Italia | Cronologia completa delle presenze e delle reti in nazionale ― Italia | Cronologia completa delle presenze e delle reti in nazionale ― Italia | Cronologia completa delle presenze e delle reti in nazionale ― Italia | Cronologia completa delle presenze e delle reti in nazionale ― Italia | Cronologia completa delle presenze e delle reti in nazionale ― Italia | Cronologia completa delle presenze e delle reti in nazionale ― Italia |
| Data                                                                  | Città                                                                 | In casa                                                               | Risultato                                                             | Ospiti                                                                | Competizione                                                          | Reti                                                                  | Note                                                                  |
| --------------------------------------------------------------------- | --------------------------------------------------------------------- | --------------------------------------------------------------------- | --------------------------------------------------------------------- | --------------------------------------------------------------------- | --------------------------------------------------------------------- | --------------------------------------------------------------------- | --------------------------------------------------------------------- |
| 19-3-1966                                                             | Parigi                                                                | Francia                                                               | 0 – 0                                                                 | Italia                                                                | Amichevole                                                            | -                                                                     |                                                                       |
| Totale                                                                |                                                                       | Presenze                                                              | 1                                                                     |                                                                       | Reti                                                                  | 0                                                                     |                                                                       |

## Palmarès

### Club

#### Competizioni nazionali
- Coppa Italia: 1

Fiorentina: 1965/1966
- Campionato italiano: 1

Fiorentina: 1968/1969

#### Competizioni internazionali
- Coppa Mitropa: 1

Fiorentina: 1965/1966